# Notiophilus directus
Notiophilus directus är en skalbaggsart som beskrevs av Thomas Casey. Notiophilus directus ingår i släktet Notiophilus och familjen jordlöpare. Inga underarter finns listade i Catalogue of Life.